# Flammen (Schreker)

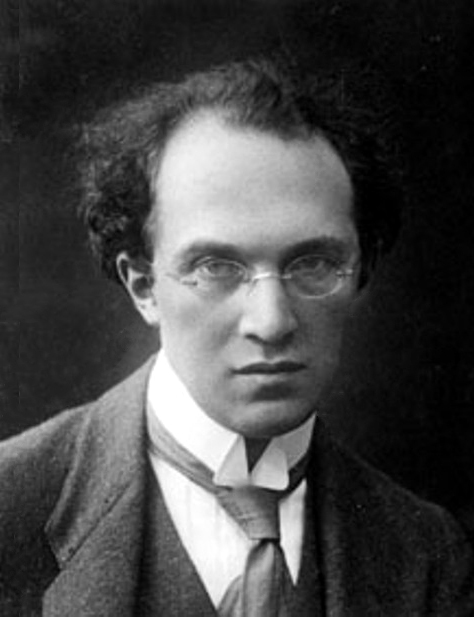
Franmmen Schreker

Flammen (Llamas) es una ópera en un acto con música de Franz Schreker y libreto de Dora Leen, seudónimo de Dora Pollak, fallecida en Auschwitz hacia el año 1942. La ópera se estrenó en versión de concierto, con solo acompañamiento de piano el 24 de abril de 1902 en la Bösendorfer Saal de Viena. El 2 de junio de 1985 se produjo la primera representación escénica en el Pianopianissimo Musiktheater en Múnich, con acompañamiento de un quinteto instrumental bajo el director Frank Strobel. La primera representación plenamente representada con un acompañamiento orquestal completo tuvo lugar en el Teatro de Ópera de Kiel el 17 de junio de 2001 bajo el director Markus Bothe. 

## Personajes
| Personaje          | Tesitura  |
| ------------------ | --------- |
| El príncipe        | barítono  |
| Irmgard, su esposa | soprano   |
| Agnes, su hermana  | soprano   |
| El juglar          | tenor     |
| Margot, una viuda  | contralto |
| Un caballero       | bajo      |